# Richard de Bures
Richard de Bures (zm. 1247) – siedemnasty wielki mistrz zakonu templariuszy w latach 1245–1247.
Nie jest rzeczą pewną, czy był on oficjalnie wybranym wielkim mistrzem zakonu, czy też pod nieobecność mistrza de Périgord (nie wiedziano, czy zginął w bitwie pod Harbijją, czy był więziony przez muzułmanów) jako wielki komandor zakonu sprawował władzę w jego zastępstwie. Mimo wątpliwości jednak jego imię pojawia się na oficjalnych listach wielkich mistrzów zakonu templariuszy. 
Przed wyborem na stanowisko wielkiego komandora dowodził załogą twierdzy Chastel Blanc w Saficie. 